# Chéri (filme)
Chéri (bra/prt: Chéri) é um filme franco-britano-alemão de 2009, do gênero comédia dramático-romântica, dirigido por Stephen Frears, com roteiro de Christopher Hampton baseado no romance homônimo de Colette.
Estrelado por Michelle Pfeiffer e Rupert Friend, estreou no Festival Internacional de Cinema de Berlim de 2009.

## Sinopse
Na Paris da Belle Époque, a cortesã aposentada Lea relaciona-se com o jovem Chéri, filho de poderosa cortesã rival, que anos depois trama casá-lo com a rica filha de outra cortesã. Conforme esse casamento se aproxima, mais Lea e Cheri percebem como são importantes um para o outro.

## Elenco
- Michelle Pfeiffer como Léa de Lonval
- Rupert Friend como Fred 'Chéri' Peloux
- Kathy Bates como mme. Charlotte Peloux
- Felicity Jones como Edmée
- Frances Tomelty como Rose
- Anita Pallenberg como La Copine
- Harriet Walter como La Loupiote
- Tom Burke como fisconde Desmond
- Iben Hjejle como Marie Laure
- Toby Kebbell como o patrão
- John Sehil

## Produção
Michelle Pfeiffer, que havia trabalhado com Stephen Frears em Ligações Perigosas, substituiu Jessica Lange, originalmente cogitada para o papel de Lea.
Rodado na França e na Alemanha, Chéri custou 15,5 milhões de euros.

## Lançamento
O filme foi lançado nos cinemas na França em 8 de abril de 2009 pela Pathé Distribution e no Reino Unido em 8 de maio de 2009 pelo parceiro de distribuição da Pathé, Warner Bros. Entertainment UK, e foi o primeiro filme lançado sob o então recente acordo de distribuição nos cinemas entre as duas empresas.

## Recepção
Chéri foi selecionado para a competição oficial pelo Urso de Ouro e Urso de Prata do Festival de Cinema de Berlim.
O filme teve críticas mistas: The Times fez uma avaliação favorável do filme, descrevendo o roteiro de Hampton como um "fluxo constante de gracejos secos e piadas amargas "e o desempenho de Pfeiffer como" magnético e sutil, sua indiferença mundana uma máscara para vulnerabilidade e dor de cabeça."
Roger Ebert no Chicago Sun-Times escreveu que foi "fascinante observar como Pfeiffer controla seu rosto e voz em momentos de dor dolorosa".
Kenneth Turan, no Los Angeles Times, elogiou as "cenas sem palavras que pegam Léa de surpresa, só com a câmera vendo o desespero e o arrependimento que ela esconde do mundo. É o tipo de atuação refinada e delicada que Pfeiffer faz tão bem, e é mais um lembrete do quanto sentimos sua falta desde que ela esteve fora."
No Rotten Tomatoes, ele tem uma classificação de 54% ou 'Rotten'. Muitas das críticas centram-se em seu roteiro fraco e em cenas de romance mal executadas.
No Metacritic, recebeu "críticas geralmente favoráveis" com base em 27 críticas.